# Casimiro Hurtado
Casimiro Hurtado de Luna (Fuengirola, 8 de agosto de 1891-Madrid, 26 de febrero de 1967) fue un actor de teatro y de cine español, que participó en un centenar de películas a lo largo de su carrera cinematográfica que abarcó desde la década de 1940 hasta la década de 1950.

## Biografía
Cursó la enseñanza elemental en Málaga y a los quince años inició sus estudios de Arte Escénico y Declamación en la misma ciudad. Tras trasladarse a Madrid comenzó una larga carrera teatral, simultaneándolo con trabajos de doblaje. Formó parte de compañías importantes de la época, tales como la del Teatro Infanta Isabel, Teatro de la Comedia, Milagros Leal, Manuel González, Antonio Vico, Carmen Carbonell y Concha Catalá (estos cuatro últimos fundaron la compañía Los cuatro ases).
Su debut cinematográfico empezó en 1943 y, pese a que solo duró quince años, llegó a rodar un centenar de películas, siempre en roles secundarios y de reparto y bajo la dirección de directores de la talla de Florián Rey, Rafael Gil, Luis Lucia, Manuel Mur Oti, Edgar Neville, Juan de Orduña, Ladislao Vajda, Luis Marquina, José Luis Sáenz de Heredia, Juan Antonio Bardem, José Antonio Nieves Conde, etc.

## Filmografía completa
- Ana María (1943)
- Ídolos (1943)
- La patria chica (1943)
- El clavo (1944)
- El rey de las finanzas (1944)
- Noche decisiva (1944)
- A los pies de usted (1945)
- Cinco lobitos (1945)
- El fantasma y doña Juanita (1945)
- La Luna vale un millón (1945)
- Tierra sedienta (1945)
- El centauro (1946)
- El crimen de Pepe Conde (1946)
- El huésped del cuarto 13 (1946)
- Héroes del 95 (1946)
- La mentira de la gloria (1946)
- El traje de luces (1947)
- La fe (1947)
- La Lola se va a los puertos (1947)
- La nao Capitana (1947)
- María de los Reyes (1947)
- Don Quijote de la Mancha (1947)
- El duende y el Rey (1948)
- El Marqués de Salamanca (1948)
- Jalisco canta en Sevilla (1948)
- La calle sin sol (1948)
- La cigarra (1948)
- La fiesta sigue (1948)
- La mies es mucha (1948)
- Las aguas bajan negras (1948)
- Siempre vuelven de madrugada (1948)
- Sin uniforme (1948)
- Aventuras de Juan Lucas (1949)
- El amor brujo (1949)
- El Rey de Sierra Morena (1949)
- El Santuario no se rinde (1949)
- Entre barracas (1949)
- La Duquesa de Benamejí (1949)
- La guitarra de Gardel (1949)
- Una mujer cualquiera (1949)
- Apartado de correos 1001 (1950)
- Crimen en el entreacto (1950)
- Cuentos de la Alhambra (1950)
- El pasado amenaza (1950)
- El último caballo (1950)
- La mujer, el torero y el toro (1950)
- María Antonia La Caramba (1950)
- Pequeñeces... (1950)
- Tiempos felices (1950)
- El Capitán Veneno (1950)
- Cerca del cielo (1951)
- El Gran Galeoto (1951)
- La corona negra (1951)
- La trinca del aire (1951)
- Surcos (1951)
- Tercio de quites (1951)
- Lola la Piconera (1951)
- Una cubana en España (1951)
- Cerca de la ciudad (1952)
- De Madrid al cielo (1952)
- El tirano de Toledov (1952)
- Gloria Mairena (1952)
- La Estrella de Sierra Morena (1952)
- La hermana San Sulpicio (1952)
- La laguna negra (1952)
- María Dolores (1952)
- Ronda española (1952)
- Aeropuerto (1953)
- Aventuras del barbero de Sevilla (1953)
- Bajo el cielo de España (1953)
- Brindis al cielo (1953)
- Como la tierra (1953)
- El seductor de Granada (1953)
- Intriga en el escenario (1953)
- Jeromín (1953)
- Maldición gitana (1953)
- Sangre y luces (1953)
- Amor sobre ruedas (1954)
- El alcalde de Zalamea (1954)
- El rey de la carretera (1954)
- Felices Pascuas (1954)
- La Hermana Alegría (1954)
- La moza de cántaro (1954)
- Morena Clara (1954)
- Para siempre (1954)
- Todo es posible en Granada (1954)
- Un caballero andaluz (1954)
- Crimen en el entreacto (1954)
- Señora ama (1955)
- El guardián del paraíso (1955)
- Esa voz es una mina (1955)
- Familia provisional (1955)
- La ironía del dinero (1955)
- La lupa (1955)
- La reina mora (1955)
- Suspiros de Triana (1955)
- El Piyayo (1956)
- Calabuch (1956)
- Curra Veleta (1956)
- Manolo guardia urbano (1956)
- Piedras vivas (1956)
- Polvorilla (1956)
- Tarde de toros (1956)
- Los maridos no cenan en casa (1956)
- Amanecer en Puerta Oscura (1957)
- Historias de Madrid (1958)
- Villa Alegre (1958)